# Bedlington
Bedlington är en stad i civil parish West Bedlington, i grevskapet Northumberland, i nordöstra England, fyra kilometer norr om floden Blyth. Staden hade 16 193 invånare år 2021. Bedlington var en civil parish fram till 1974. Civil parish hade 29 403 invånare år 1961.
Bedlington har tidigare varit känt för sin järn- och glasindustri, stora kolfyndigheter omger staden.